# Thrasybulus van Athene
Thrasybulus (Oudgrieks: Θρασύβουλος, Thrasýboulos) was een Atheens staatsman en militair uit de tweede helft van de 5e eeuw v.Chr., bekend om zijn democratische overtuiging.
Als vlootvoogd in 411 kreeg hij het gedaan, samen met zijn vriend Thrasyllus, dat de bemanning van zijn vloot bij Samos de legaliteit van de Oligarchische Revolutie niet erkende. Nog hetzelfde jaar versloeg hij samen met Thrasyllus de Spartaanse vloot bij Cynossema.
Aan het einde van de Peloponnesische Oorlog werd hij in 404 door de Dertig Tirannen verbannen en vluchtte hij naar Thebe, waar hij het democratische verzet organiseerde. Toen zijn aanhangers enkele maanden later talrijk genoeg waren, verjoeg hij, als hoofd van de ondergedoken democratische partij samen met Anytus, de militie van de Dertig en bezette de haven van Piraeus. Ook kreeg hij het vertrek van het Spartaanse garnizoen gedaan en herstelde hij de democratie in Athene.
Hij speelde nadien nog een belangrijke rol in de zogenaamde Korinthische Oorlog en leidde in 389/388 een Atheense vloot, die echter bij gebrek aan financiële steun haar successen niet wist te benutten. Tijdens een plundertocht van zijn strijdkrachten in Aspendus, werd Thrasybulus in zijn tent door de lokale bevolking vermoord.
In een tijd waarin Athene té ver boven zijn middelen leefde om de politieke ambities van Pericles nog te blijven waar maken, bleef Thrasybulus koppig geloven in de imperialistische politiek van zijn vaderstad. Hij bleef bekend als een trouwe verdediger van de democratie, die probeerde de excessen van de partijtwist in zijn tijd te overstijgen.
 Portaal Oudheid · Athene · Geschiedenis van Griekenland · Geschiedenis van Athene
- Gemeinsame Normdatei: 11880216X
- International Standard Name Identifier: 0000 0003 5886 5907
- Library of Congress Control Number: n98070117
- Nationale Bibliotheek van Israël: 987007269083805171
- Nederlandse Thesaurus van Auteursnamen: 171924282
- LIBRIS: 206382
- Système universitaire de documentation: 050208098
- Virtual International Authority File: 144996696
- WorldCat: E39PCjBkD4CdVYx6kf7yjMVf7b